# 密蘇里鏟鱘
密蘇里鏟鱘（學名：Scaphirhynchus albus），又名淺色鱘魚（英语：Pallid sturgeon），是原產於密蘇里河及下密西西比河盆地的一種瀕危輻鰭魚。牠們如其名般色澤很淺，與密西西比鏟鱘是近親，但身體較長。約長76至150厘米，重約39公斤。牠們需要15年的時間才完全成長，而且也不經常產卵，但卻可以活上達100年。鱘科最早可以追溯至7000萬年前的白堊紀，而淺色鱘魚一直沒有主要改變，可以說是一種由恐龍時代留下來的遺跡。
於1990年，美國漁業暨野生動物局將淺色鱘魚列為瀕危物種。十年以來只發現有少量的幼魚，且很少再觀察到牠們的蹤跡。牠們是第一種密西西比河的魚類被列為瀕危。其衰落的主因相信是失去棲息地。大部份密西西比河的河道都被改道或築壩，適合淺色鱘魚產卵的砂礫河床及慢流側道都大幅減少。牠們的肉質美味，卵可以造成魚子醬。
保育淺色鱘魚的工作得到了稍微的成功。每年也有約一打的淺色鱘魚從魚苗孵化場放生到野外。為了了解淺色鱘魚的行為，研究人員植入了GPS發訊器來追蹤牠們的行動及尋找其產卵地。另外，也有工作改善牠們產卵地的環境，來增加其野外生存的機會。

## 分類及命名
Stephen Alfred Forbes及R. E. Richardson於1905年將淺色鱘魚分類在鏟鱘屬及鱘科下。密蘇里鏟鱘的近親是較為普遍的扁吻鏟鱘及極危的阿拉巴馬鏟鱘。這三種魚都是屬於鏟鱘亞科。
淺色鱘魚一如其名的顏色較淺。其種小名的拉丁文意思是「白色」。

## 生物學

### DNA
早期的DNA研究認為密蘇里鏟鱘及扁吻鏟鱘是同一物種。但是於2000年的研究，在比較所有三種鏟鱘屬的DNA序列後，才發覺牠們分別為三個獨立的物種。2001年及2006年間的幾項研究發現在北部的淺色鱘魚是生殖隔離的，且與路易西安納州阿查費耶拉河（Atchafalaya River）的南部群落在基因上有所不同。不過這種不同並非是物種層級的。
密蘇里鏟鱘的南部群落在密蘇里河盆地中部與密西西比鏟鱘的混種較多，而北部群落則較少。在阿查費耶拉河有最多的混種。混種的基因與淺色鱘魚的不同，但與扁吻鏟鱘的無法區分。混種是否能夠生殖仍未知。

### 特徵

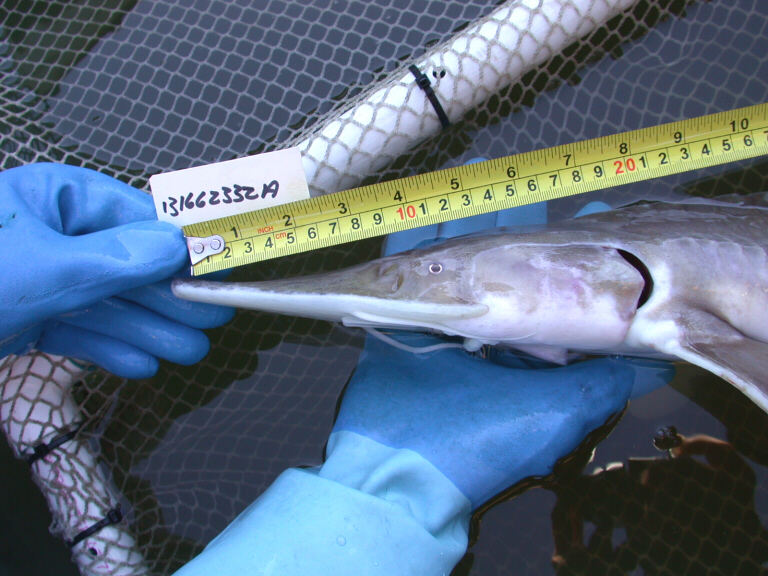
在魚苗孵化場量度淺色鱘魚。

淺色鱘魚是北美洲最大的淡水魚之一。牠們一般長76-150厘米及重達39公斤。牠們自遠古時代已經存在，由7000萬年前的白堊紀至今也差不多沒有改變。扁吻鏟鱘雖然外表與淺色鱘魚很相似，但卻較為細小，一般最多只重2.3公斤。淺色鱘魚較為淡色，背部及側面呈灰白色，而密西西比鏟鱘則呈褐色。淺色鱘魚隨著年齡漸長會變得更白，而幼魚很易與扁吻鏟鱘混淆。淺色鱘魚是歪尾的，上尾鰭較長。
淺色鱘魚沒有鱗片或骨頭，只有軟骨骨骼。軟骨是五列的厚板，包裹大部份的頭部，一直沿兩側、底部及背部伸延至尾巴。軟骨板有皮膚覆蓋，可以作為保護裝甲。
淺色鱘魚的吻及頭部較扁吻鏟鱘長。口縮在較吻端後的位置。牠們沒有牙齒，會伸長口部從河底吸入細小的魚類、軟體動物及其他食物。淺色鱘魚的吻部有四條鬚，相信是一種確定食物位置的感覺器官。兩條內側的鬚只有外側的一半長，且位於較前端。

### 繁殖及生命周期

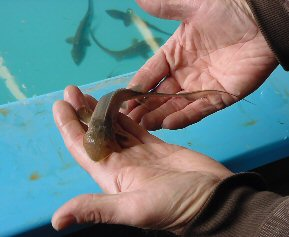
淺色鱘魚的魚苗。

淺色鱘魚非常長壽，可以活到50歲以上，甚至長達100歲。由於牠們沒有鱗片及骨頭，故很難確定牠們的年齡。淺色鱘魚的性成熟相對很遲才來到：雄魚約到5-7歲就達至性成熟；雌魚相信要最少15歲才達至性成熟。一項研究雌魚在9-12歲就開始卵發育，但卻直至15歲才性成熟。繁殖並非每年都進行，差不多每三年才產一次卵，或更長的十年。牠們會於5-7月間產卵。
在密蘇里河建築堤壩前，淺色鱘魚會往上游遷徙，在岩石或堅硬面產數十萬計的卵。在上密蘇里河曾捕獵一尾雌魚，估計就懷有17萬顆卵，佔體重11%。在受精後，魚卵在5-8日就會孵化，魚苗會用幾星期回到下游。當魚苗長尾巴後，牠們會游到慢流的水域生活。魚苗的生存率極低，雖然有數十萬顆卵產下，也只有小量的可以成長。
縛十年來，捕獵的淺色鱘魚都只是較年長的，故相信很久沒有自然繁殖。但於1990年代末，在下密蘇里河的河岸區發現了幼魚，是50年以來的第一次。於2007年，發現有兩尾雌魚在密蘇里河國家娛樂區（Missouri National Recreational River）產卵。

## 生態

### 分佈
淺色鱘魚以往分佈在整個密蘇里河及密西西比河區域。不過，在上密西西比河很少見到牠們的蹤影，可能是在該區沒有適合的棲息地。現時牠們已被列為處於極危狀況。截至2008年，在其原有的分佈地仍可見到牠們，但數量卻已嚴重減少。由蒙大拿州至路易西安納州的密蘇里河及密西西比河，與及路易西安納州的阿查費耶拉河都仍保有一些淺色鱘魚較年長的群落。淺色鱘魚並未曾很普遍，追溯至最早發現的1905年，在下密蘇里河的所有鏟鱘中也只佔五分之一，在伊利諾河（Illinois River）及密西西比河交匯處更只佔500分之一。於1985年至2000年間，淺色鱘魚與其他鏟鱘的比例更下降至400或650分之一。1996年一項研究就確定只餘下6000-21000尾淺色鱘魚。

### 棲息地
淺色鱘魚喜歡棲息在中至湍急的流域，大部份捕捉到的淺色鱘魚都是在水流秒速0.10-0.88米的河區。牠們也喜歡生活在混濁的水域及水淨介乎0.91-7.6米。牠們一般會在砂質及岩石河床出沒。
在淺色鱘魚身上植入發訊器可以追蹤其習性。研究發現牠們喜歡較闊的河流、河心沙洲及島嶼，而且一般在水深0.61-14米的地方生活。研究亦顯示牠們每日可以游21公里，時速達9.2公里。

### 食性
淺色鱘魚一般都是底棲的，在河流底部覓食。雖然現時對牠們的食性所知甚少，但相信牠們是機會主義者。從幼魚的胃部發現牠們的食性會按季節變更。一些季節，牠們會吃不同的昆蟲；而在另一些季節，牠們則會吃不同的魚類。牠們吃魚類較密西西比鏟鱘多。82%的食物是魚類，其他的則是搖蚊、蜉蝣及毛翅目，與及小量的腐植質及植物。

## 保育狀況

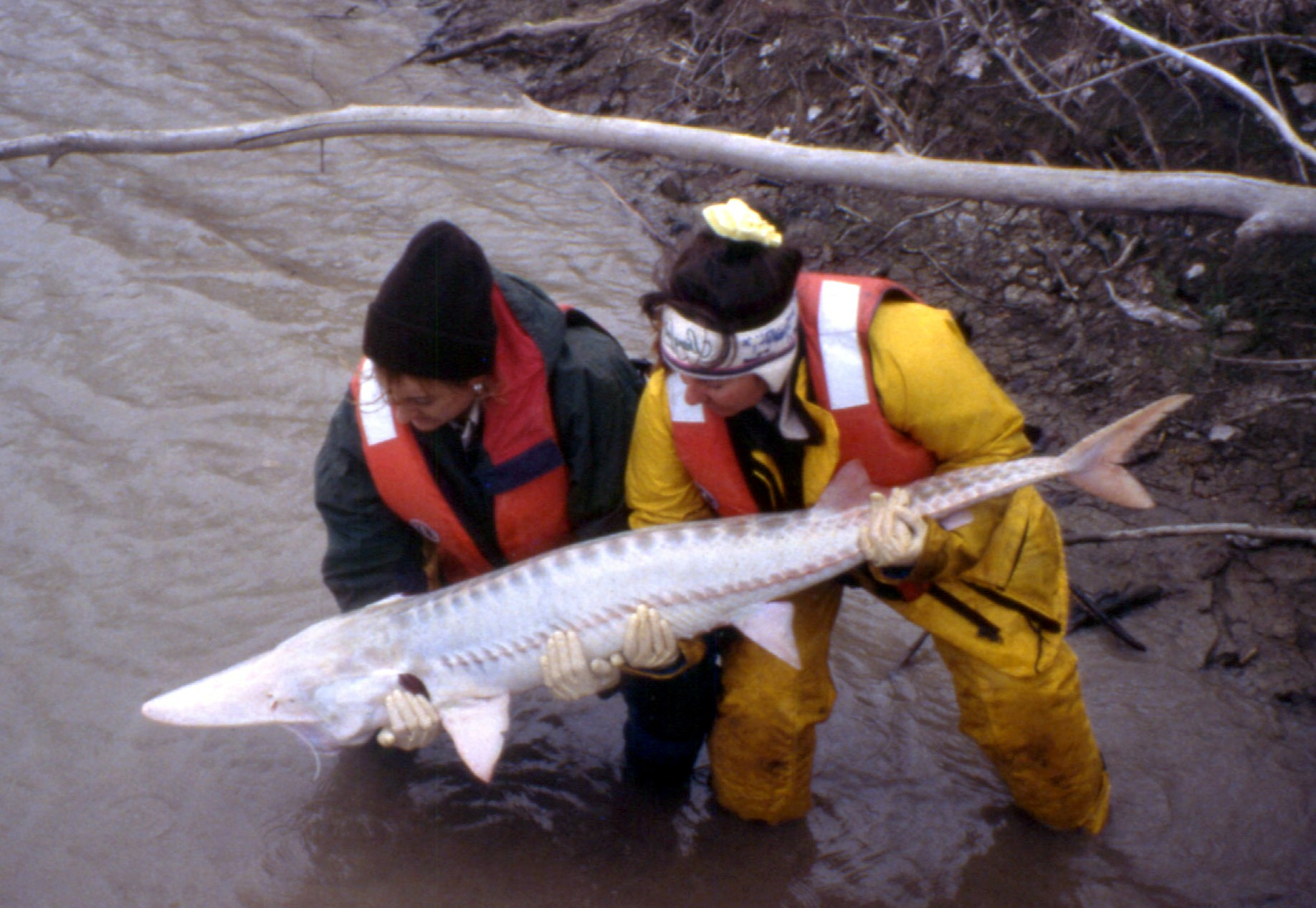
保育人員正將淺色鱘魚放生到黃石河。

雖然淺色鱘魚並未普遍，但於20世紀末其數量大幅減少，於1996年牠們更被列為瀕危。美國政府及大部份州份都已開展了保育淺色鱘魚的計劃。淺色鱘魚的野生繁殖在很多地區已很少有，故需要人工協助。釣獲淺色鱘魚以往是一種獎狀，但現今既不准漁獵，捕獲後更要放生到水中。牠們是可供食用的，且非常可口；雌魚的魚子則可以製成魚子醬。
在蒙大拿州、內布拉斯加州、北達科他州及南達科他州大平原的密蘇里河河道及環境已被大幅改變。運河化及建築堤壩阻礙了淺色鱘魚的上游遷徙。水流減少及沉積令區內的氾濫平原不再有季節性的氾濫。自1937年建造派克堡大壩（Fort Peck Dam）以來，密蘇里河就有超過90%的濕地及沙洲消失。密蘇里河超過3219公里的環境因而被改變，只餘下大壩上游的環境被保存下來。這種改變令很多當地的魚類受到嚴重打擊。在13個淺色鱘魚出沒的州份，只有少量的其他魚類被列為瀕危。雖然現已投放了很多資源在保育工作上，但由於淺色鱘魚只有很少自給自足的群落，故相信還要數十年的時間來進行保育。

### 保育工作
在蒙大拿州密蘇里河及黃石河的兩個淺色鱘魚群落正面臨滅絕的危險，估計這兩個群落於2018年就會消失。雖然自1996年已投放了很多資源在保育工作上，但要待雌魚15年的性成熟期才得知其成效。美國墾務局（U.S. Bureau of Reclamation）每4-5年就在台伯河大壩注入脈衝水，嘗試重造下游的氾濫平原，恢復淺色鱘魚的棲息地。

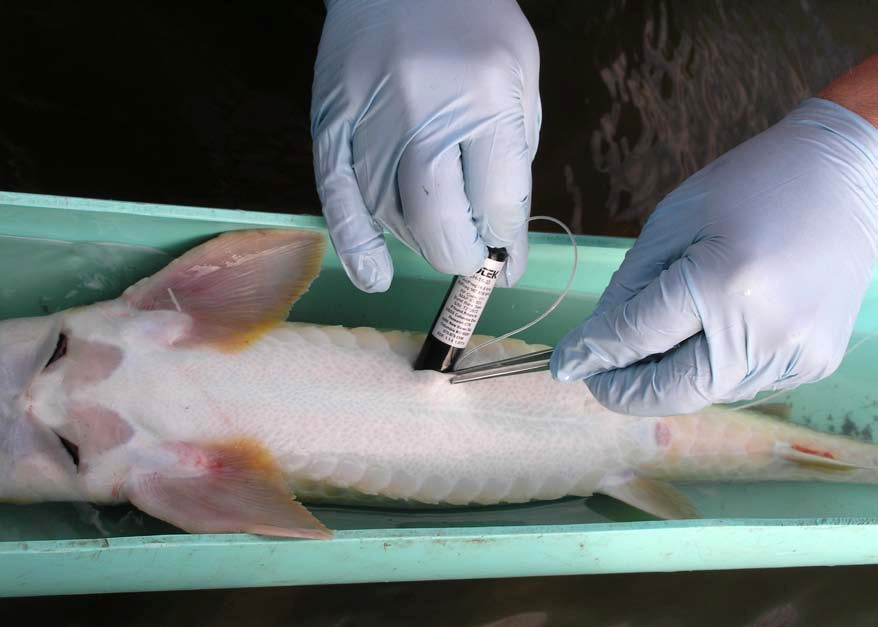
保育人員替淺色鱘魚植入發訊器。

在內布拉斯加州普拉特河（Platte River）下游捕獵了小量的淺色鱘魚。普拉特河不像密西西比河及密蘇里河，只有少數的堤壩，可以從密西西比河的合流點往上游。下普拉特河的水深較淺，有大量的沙洲及小洲。雖然淺色鱘魚較喜歡湍流及深水河流，但於1979年至2003年間，就在普拉特河發現了超過十幾條淺色鱘魚。這些淺色鱘魚都被植入了發訊器來追蹤牠們的行蹤，以了解適合的水深及水流情況。大部份在普拉特河的淺色鱘魚都是於春天及初夏捕捉到的。到了仲夏，由於水深減少及水流減慢，淺色鱘魚會回到密蘇里河。
由麋鹿角河（Elkhorn River）延伸至密蘇里河交匯處的一段長48公里的普拉特河下游，有適合淺色鱘魚產卵的地方，不過未有證據牠們曾於此地方產卵。下普拉特河及下黃石河都是適合淺色鱘魚自然繁殖的候選地方。為了建立棲息地，於加文斯波因特大壩（Gavins Point Dam）也有注入脈衝水的計劃，對淺色鱘魚產卵有一定的幫助。
於1998年在密蘇里州大馬迪國家漁業和野生動物保護區（Big Muddy National Fish & Wildlife Refuge）發現了淺色鱘魚的魚苗，是50年以來第一次發現的野生魚苗。產卵的位點是一條為提供適合棲息地而發展的側道。這條側道成為了淺色鱘魚魚苗避開密蘇里河急流的地方。

## 外部連結
- Pallid Sturgeon Recovery Plan（页面存档备份，存于）
- 台灣魚類資料庫（页面存档备份，存于）